# Мария Павловна Мекленбург-Шверинская
Мари́я Па́вловна (Мария Александрина Элизабета Элеонора Мекленбург-Шверинская) (нем. Marie Alexandrine Elisabeth Eleonore von Mecklenburg-Schwerin; 2 мая (14 мая) 1854 Людвигслюст, Мекленбург-Шверин — 6 сентября 1920, Контрексевиль, департамент Вогезы, Франция) — герцогиня Мекленбург-Шверинская, русская великая княгиня по браку, супруга великого князя Владимира Александровича. Последний президент Императорской Академии художеств (1908—1917).

## Биография
Родилась в 1854 году в герцогском дворце Людвигслуст; старшая дочь великого герцога Фридриха Франца II и Августы Рейсс-Шлейц-Кестрицской, по отцовской линии — внучатая племянница первого кайзера объединённой Германии Вильгельма I. Ее мать умерла в 1862 году, когда Марии было восемь лет. Вторая жена отца, Анна фон Гессен-Дармштадт, также умерла в 1865 году. Великий  герцог Фридрих Франц II вступил в третий брак в 1868 году, и Мария была воспитана мачехой, Мари фон Шварцбург-Рудольштадт, которая была всего на четыре года старше.
16 (28) августа 1874 года Мария вышла в Петербурге замуж за великого князя Владимира Александровича (1847—1909), третьего сына Александра II. Великий князь приходился ей родственником со стороны отца: троюродным дядей по линии деда (супруги были потомками российского императора Павла I) и троюродным братом по линии бабки (супруги были правнуками прусского короля Фридриха Вильгельма III и его жены Луизы Мекленбург-Стрелицкой). Брак стал возможен только спустя три года после знакомства: исповедовавшая лютеранство от рождения, Мария не хотела переходить в православие, наконец царь дозволил Владимиру Александровичу жениться на неправославной.
Приняла православие через миропомазание 10 апреля 1908 года, незадолго до смерти мужа, о чём был дан Высочайший манифест, повелевавший «именовать Ея Императорское Высочество Благоверною Великою Княгинею».

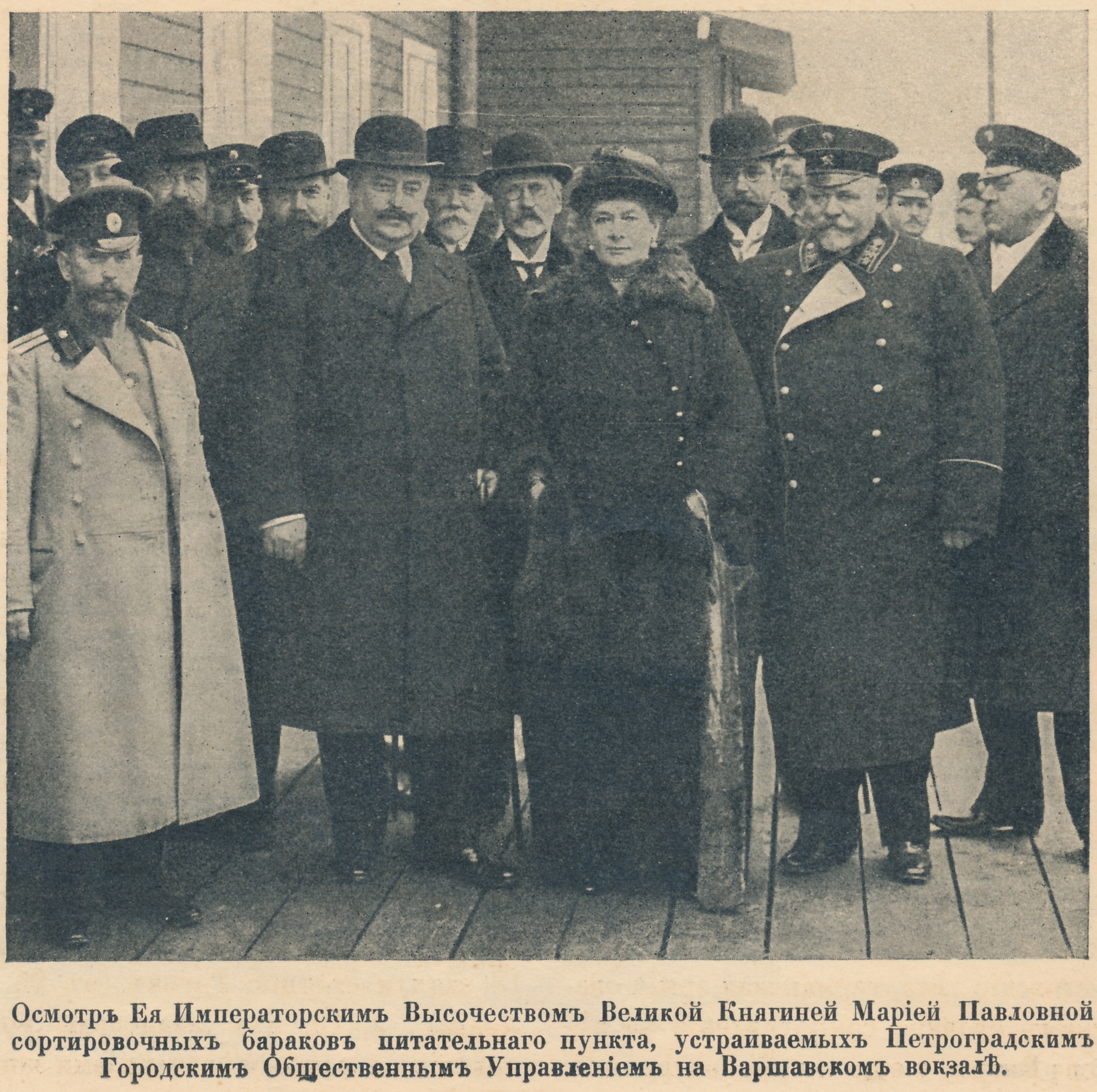
Мария Павловна, Петроград, 1914 год

По смерти супруга заместила его на посту президента Академии художеств (1909—1917) и вслед за ним взяла на себя покровительство над берлинским православным Свято-Князь-Владимирским братством (1909—1920).
Мария Павловна занимала исключительное положение в придворном обществе. Она была довольно амбициозна, говорили, что даже императрица Александра Фёдоровна опасалась интриг Марии Павловны и старалась держаться от неё подальше. Придворный чиновник генерал А. А. Мосолов писал о ней в своих эмигрантских мемуарах: «Не существовало в Петербурге двора популярнее и влиятельнее, чем двор великой княгини Марии Павловны, супруги Владимира Александровича».
После падения монархии уехала в Кисловодск; в феврале 1920 года покинула Россию вместе с сыном на итальянском судне. Из Венеции уехала во Францию на свою виллу в Контрексевиль, где умерла через несколько месяцев, 6 сентября 1920 года. Похоронена в храме-усыпальнице в честь равноапостольных Марии Магдалины и Великого Князя Владимира в Контрексевиле.

## Дети

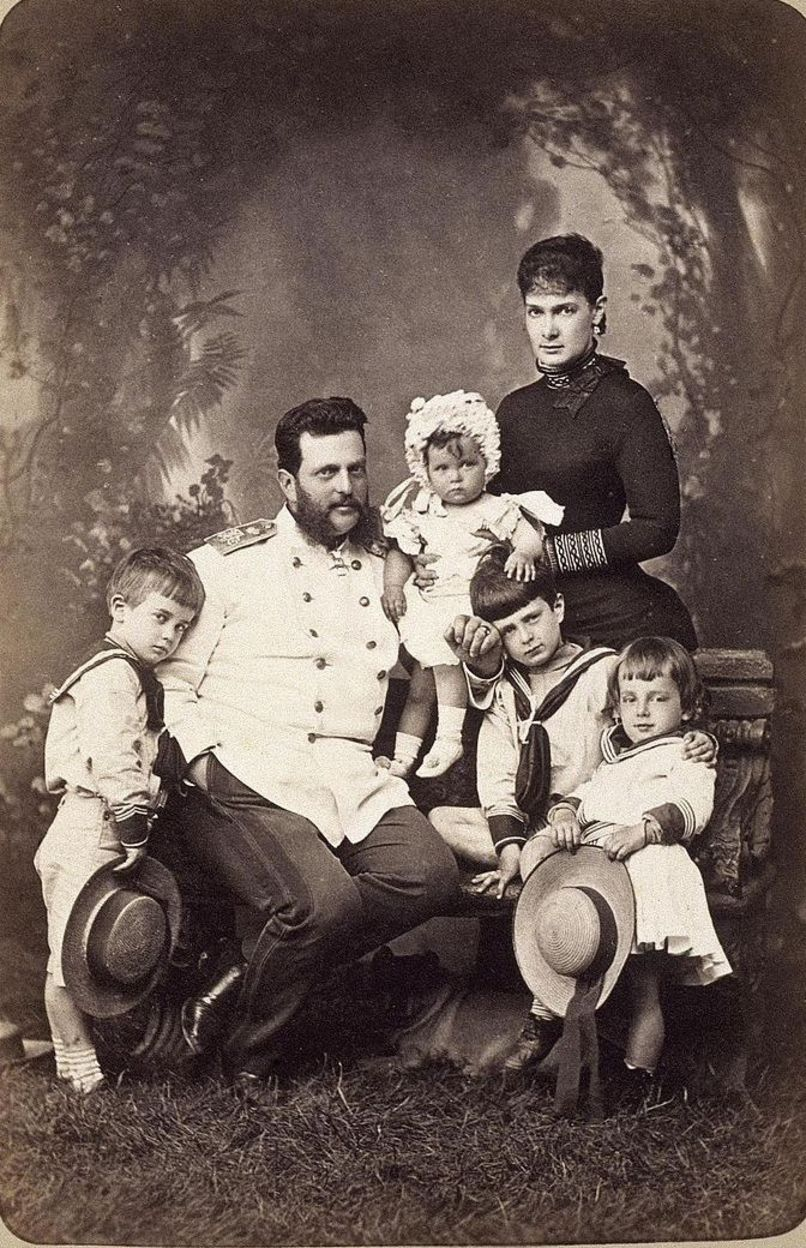
Мария Павловна с мужем и детьми. Около 1882 года

Супруги имели четырёх сыновей и дочь:
- Александр (1875—1877), скончался от продолжительной болезни, пренебрежительное отношение врачей к воспалению легких привело к катару желудка. По словам А. А. Половцова, у его смертного одра перессорились доктора немцы с русскими: К. Раухфус с Н. Быстровым и И. П. Коровиным[4].
- Кирилл (1876—1938), в эмиграции провозгласил себя императором, женат на Виктории Мелите Саксен-Кобург-Готской.
- Борис (1877—1943), женат на Зинаиде Рашевской[5].
- Андрей (1879—1956), женат на Матильде Кшесинской.
- Елена (1882—1957), замужем за греческим принцем Николаем.

## Судьба фамильных реликвий

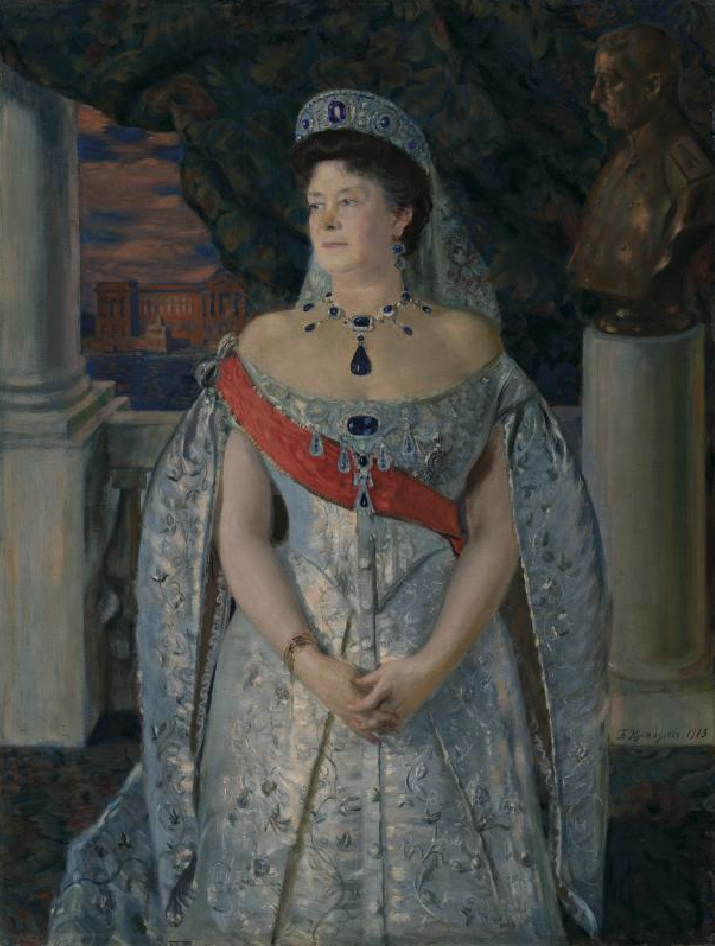
На портрете кисти Бориса Кустодиева

Мария Павловна оказалась одной из немногих членов императорской семьи, кому удалось вывезти свои драгоценности из России после революции.
Некоторые деньги и драгоценности ей удалось вернуть при помощи британского дипломатического курьера Альберта Стопфорда, вынесшего их из тайника во Владимирском дворце в июле 1917 года. В их числе — Владимирская тиара (унаследована её дочерью и продана Виндзорам).
Часть её семейных реликвий в ноябре 1918 года была доставлена в двух наволочках в шведскую миссию в Петрограде поверенным лицом великой княгини профессором живописи Ричардом Берггольцем; Мария Павловна скончалась, не успев сообщить членам своей семьи о переправленных в Швецию предметах. В январе 2009 года в архивах министерства иностранных дел Швеции были обнаружены ювелирные изделия, которые находились в хранилищах министерства с 1918 года: около 60 различных портсигаров и запонок из золота, серебра и ценных камней, выполненных фирмой Фаберже и шведскими мастерами из семьи Булин; предметы были переданы правительством Швеции наследникам Марии Павловны. 30 ноября 2009 года на торгах в аукционном доме «Сотбис» в Лондоне состоялись торги по продаже драгоценностей; вырученная сумма (более чем 7 млн £) в 7 раз превысила их предварительную оценку.

## Почётный командир
Почётный командир (шеф) Лейб-гвардии Драгунского Её Императорского Высочества Великой Княгини Марии Павловны полка.

## Примечания

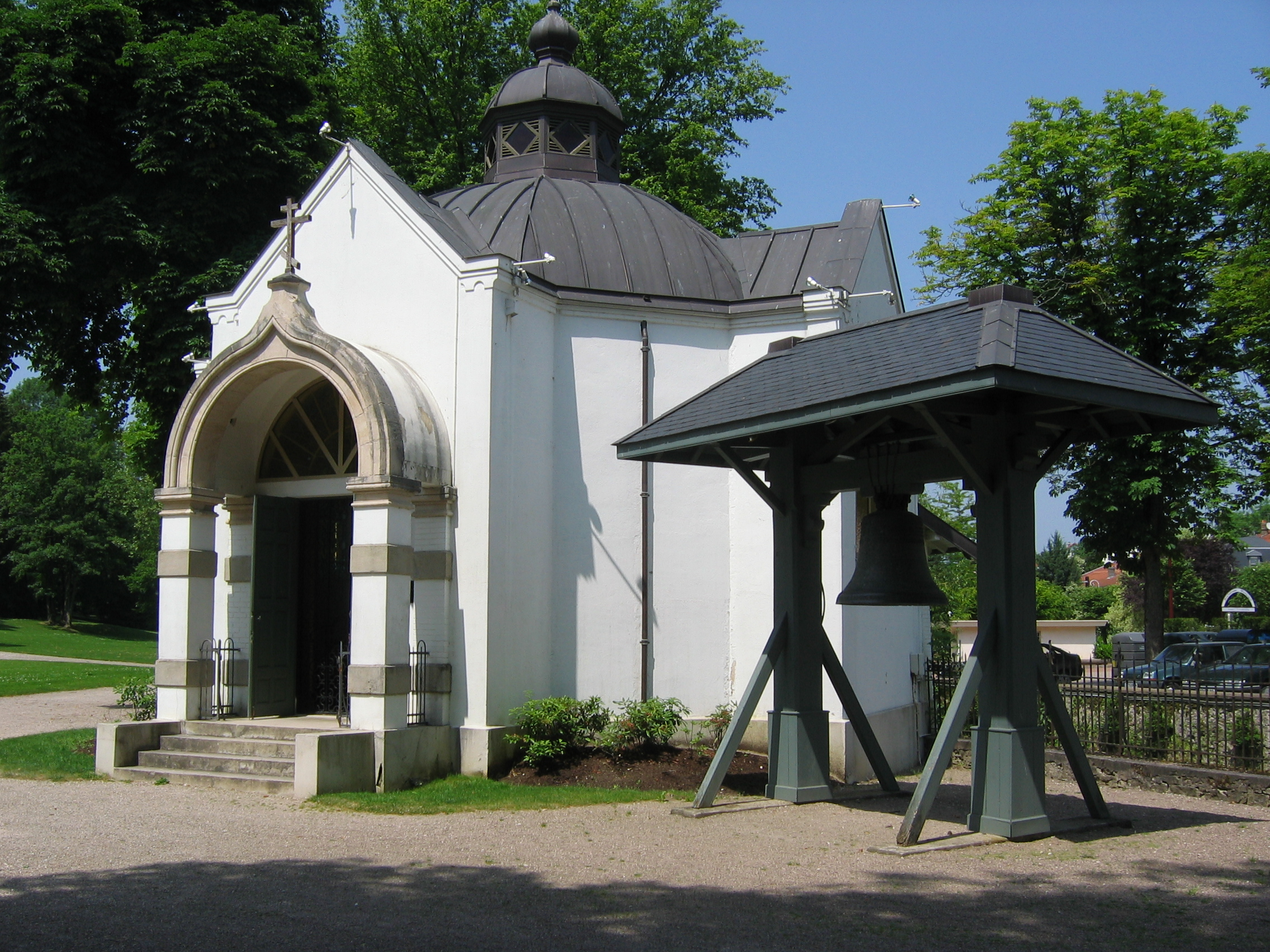
Часовня в Контрексевиле (Франция), где покоится прах Марии Павловны и её сына Бориса